# Free Fall (1999)
Free Fall is een Amerikaans/Canadees/Duitse actiefilm uit 1999 onder regie van Mario Azzopardi, met in de hoofdrollen Jaclyn Smith, Bruce Boxleitner, Scott Wentworth, Hannes Jaenicke en Hayden Christensen.

## Verhaal
Nadat Trans Regional Airlines getroffen is door een reeks mysterieuze vliegtuigongelukken, roept Renee Brennan, veiligheidsexpert bij de National Transportation Safety Board, op tot het aan de grond houden van de vliegtuigen van de luchtvaartmaatschappij, ondanks verzet van diens CEO, Richard Pierce. Haar plannen worden gedwarsboomd door haar huidige vriend Mark Ettinger, een inspecteur van de Federal Aviation Administration, die haar bevelen herhaaldelijk intrekt. Op de plaats van het laatste ongeluk krijgt Renee een telefoontje van een "fan" die haar werk waardeert en vraagt of zij dat van hem ook waardeert. Ze realiseert zich dan dat de ongelukken het werk zijn van een gek.
Nadat Mark zelf om het leven komt bij een crash, sporen Renee en FBI-agent Scott Wallace de saboteur op. Dat blijkt Michael Ives te zijn, een voormalig piloot die wraak wil nemen op de luchtvaartmaatschappij omdat deze een dodelijke vliegtuigcrash in Seattle had bestempeld als een pilotenfout van zijn vrouw Karen. Het duo raakt zelf verstrikt in een valstrik die de moordenaar op tien kilometer hoogte voor hen heeft opgezet.

## Rolverdeling
| Acteur             | Personage                   |
| ------------------ | --------------------------- |
| Jaclyn Smith       | Renee Brennan               |
| Bruce Boxleitner   | Mark Ettinger               |
| Scott Wentworth    | Scott Wallace               |
| Hannes Jaenicke    | Michael Ives                |
| Hayden Christensen | Patrick Brennan             |
| Nigel Bennett      | Donald Caldwell             |
| Chad Everett       | Richard Pierce              |
| Brett Halsey       | Chief of Security Tom Mason |
| Tanja Reichert     | Stewardess Holly Nesbitt    |
| Robyn Stevan       | Polly James                 |
| Philip Craig       | Captain Markham             |
| Rod Wilson         | Captain Meyers              |
| Paul Hubbard       | Co-Pilot                    |
| Anne Ross          | Stewardess Janet Reardon    |
| Lori Hallier       | Stewardess Kelly Mason      |
| Kate Trotter       | Widow                       |
| Brett Porter       | Hutchings                   |
| Maria Syrgiannis   | Karen Ives                  |
| Kirk Dunn          | Flight Controller Dawson    |
| Peter Van Wart     | Frank Greene                |